# De beestige brug
De beestige brug is een stripverhaal uit de reeks van Suske en Wiske. Het is geschreven door Peter van Gucht en getekend door Dirk Stallaert. 
Het album is gemaakt in opdracht van het Departement Leefmilieu, Natuur en Energie, het Agentschap Wegen en Verkeer, de Provincie Antwerpen, het Agentschap voor Natuur en Bos en Regionaal Landschap de Voorkempen.

## Locaties
- Landgoed van de barones

## Personages
- Suske, Wiske, tante Sidonia, Lambik, Jerom, professor Barabas, Krimson, barones, Capreolus (de leider van de sprong en koning van de dieren), dieren, Bos Bolide en andere Mobielen, Tankies (legervoertuigen), Limoezinneke[1], cipier

## Het verhaal
Lambik wil zich verkiesbaar stellen en rijdt met Suske en Wiske door een bos als plots een vos oversteekt. Lambik botst tegen de vangrail en gaat naar de barones om aan te geven dat ze haar domein moet omheinen. De barones vertelt dat dit niet kan en laat de vrienden door een boompoort lopen. Daarna is Lambik veranderd in een ree, Wiske is een vos en Suske een hermelijn. De barones onthult dat ze een goede heks is en de vrienden zijn nu in een magische sprookjeswereld. Ze moeten een opdracht volbrengen en dan verdwijnt de heks en het kasteel. 
De vrienden ontmoeten Capreolus en er begint een machtsstrijd met Lambik. Lambik wint en wordt de nieuwe koning van de sprong. Jerom, professor Barabas en tante Sidonia blijken er ook te zijn als respectievelijk een das, een uil en een reiger. Krimson is als kraai aanwezig en vertelt dat de grote uittocht niet kan plaatsvinden. Jonge dieren trekken dan weg om een eigen leven te beginnen, maar het terrein is ingesloten door de aanleg van een weg.
Lambik wil de werkzaamheden aan de weg stopzetten, maar de Mobielen luisteren niet naar hem. Capreolus wil dan de strijd aangaan, maar dan zetten de Mobielen de Tankies in. Lambik wil de volgende dag naar de hoofdstad Mobilopolis gaan om met Bos Bolide te spreken. Hij wil een beestige brug laten aanleggen, zodat de dieren kunnen oversteken. De volgende dag blijkt er een muur rond het bos gebouwd te worden. Lambik slaagt er toch in om Mobilopolis te bereiken en praat over een ecoduct. Dan blijkt dat Bos Bolide uit betrouwbare bron heeft vernomen dat Lambik hem wilde ontvoeren om de Mobielen te dwingen de wegen weer af te breken. De dieren worden in de cel gegooid. Krimson komt tevoorschijn en geeft complimenten. Hij vertelt dat Capreolus beloofd heeft de autoweg met rust te laten, als hij naar een ander gebied wordt gebracht. Bos Bolide geeft toestemming en komt erachter dat zijn dochter Limoezinneke alles heeft gehoord. 
Limoezinneke wil weten waarom er geen brug gebouwd wordt, waarop Bos Bolide vertelt dat dit veel te duur is. Inmiddels ontdekken de vrienden dat de cipier in slaap is gevallen en Suske en Wiske zijn klein genoeg om door de tralies te ontsnappen. Ze ontmoeten Limoezinneke en horen dat de kraai haar vader heeft opgehitst. Ze laat zien dat er enorm veel wegen gebouwd worden en dat de verplaatsing van de dieren dus niet veel zin zal hebben. Ook in het nieuwe gebied zal te weinig ruimte zijn voor jonge dieren om een eigen leven op te bouwen. Limoezinneke en Suske gaan naar het bos en vertellen de dieren dat ze de kraai niet geloven moeten, maar Capreolus denkt dat ze Lambik weer als koning willen en gelooft er niks van. De dieren trekken naar de muur, maar worden niet doorgelaten. De Tankies schieten en alleen Capreolus kan door de omheining komen. Inmiddels helpt Wiske Lambik bij het ontsnappen. 
Bos Bolide opent de nieuwe autoweg en Limoezinneke wil de dieren graag helpen. De uil vertelt dat ze haar vader moet overtuigen een brug te bouwen. Krimson haalt Capreolus over om een boom op de nieuwe weg te duwen. Limoezinneke kan deze ontwijken, maar komt in het water terecht. Jerom graaft een gang onder de muur door en de vrienden gaan door de gang naar het water. Bos Bolide komt aangescheurd en de dieren proberen hem te waarschuwen voor de boom, maar hij rijdt er toch tegenaan. De dieren komen te hulp en ontdekken een klein mannetje in de auto. Hij vertelt dat de Mobielen ook dierlijke wezens waren, maar één geworden zijn met hun auto. Capreolus heeft Limoezinneke gered en vertelt dat hij zich terugtrekt als koning. Lambik vertelt dan dat hij geen leider meer wil zijn. Capreolus belooft dan te gaan samenwerken met Bos Bolide. Lambik is weer zichzelf en vertelt dat hij plannen heeft om de omgeving te ontsnipperen. Hij wil dat de dieren vrij kunnen bewegen.